# Evangelische Kirche (Trockenerfurth)

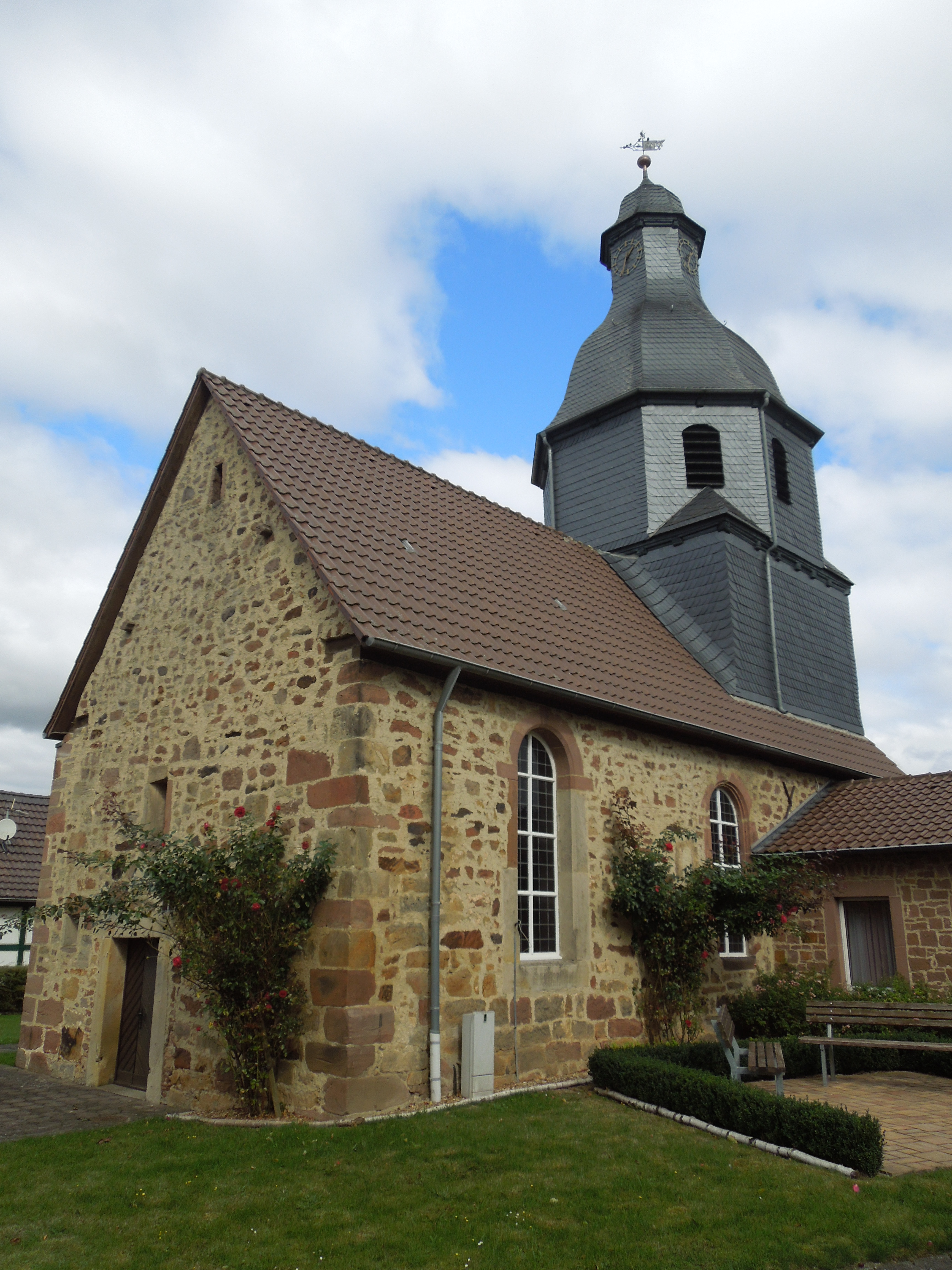
Evangelische Kirche in Trockenerfurth

Die Evangelische Kirche Trockenerfurth ist ein denkmalgeschütztes Kirchengebäude, das in Trockenerfurth steht, einem Stadtteil von Borken im Schwalm-Eder-Kreis (Hessen). Sie gehört zur Kirchengemeinde Dillich-Nassenerfurth im Dekanat Fritzlar-Homberg im Kirchenkreis Schwalm-Eder im Sprengel Marburg der Evangelischen Kirche von Kurhessen-Waldeck.

## Beschreibung
Die Saalkirche wurde 1555 erbaut und 1677 erneuert. Aus dem Satteldach des Kirchenschiffs erhebt sich im Osten ein quadratischer, schiefergedeckter Chorturm mit einem achteckigen Aufsatz, hinter dessen Klangarkaden sich der Glockenstuhl befindet, in dem zwei Kirchenglocken hängen, die 1524 von Hans Kortrog in Homberg (Efze) gegossen wurden und in as1 und des2 erklingen. Klanglich angepasst ist der Ton es2 der 1986 gegossenen Glocke der Friedhofskapelle. Bemerkenswert sind auch die beiden Gedenktafeln für die Teilnehmer am Befreiungskrieg und am Deutsch-Französischen Krieg.
Darauf sitzt eine glockenförmige Haube, die von einer Laterne, die die Turmuhr beherbergt, bekrönt wird.
Der Innenraum hat im Norden eine Empore. Zur schlichten Kirchenausstattung gehört eine Kanzel aus der zweiten Hälfte der 17. Jahrhunderts. Die Orgel wurde 1834/1835 von Friedrich Ziese, dem Vater von Carl Jakob Ziese, gebaut.